# Viersener Straße 161 (Mönchengladbach)

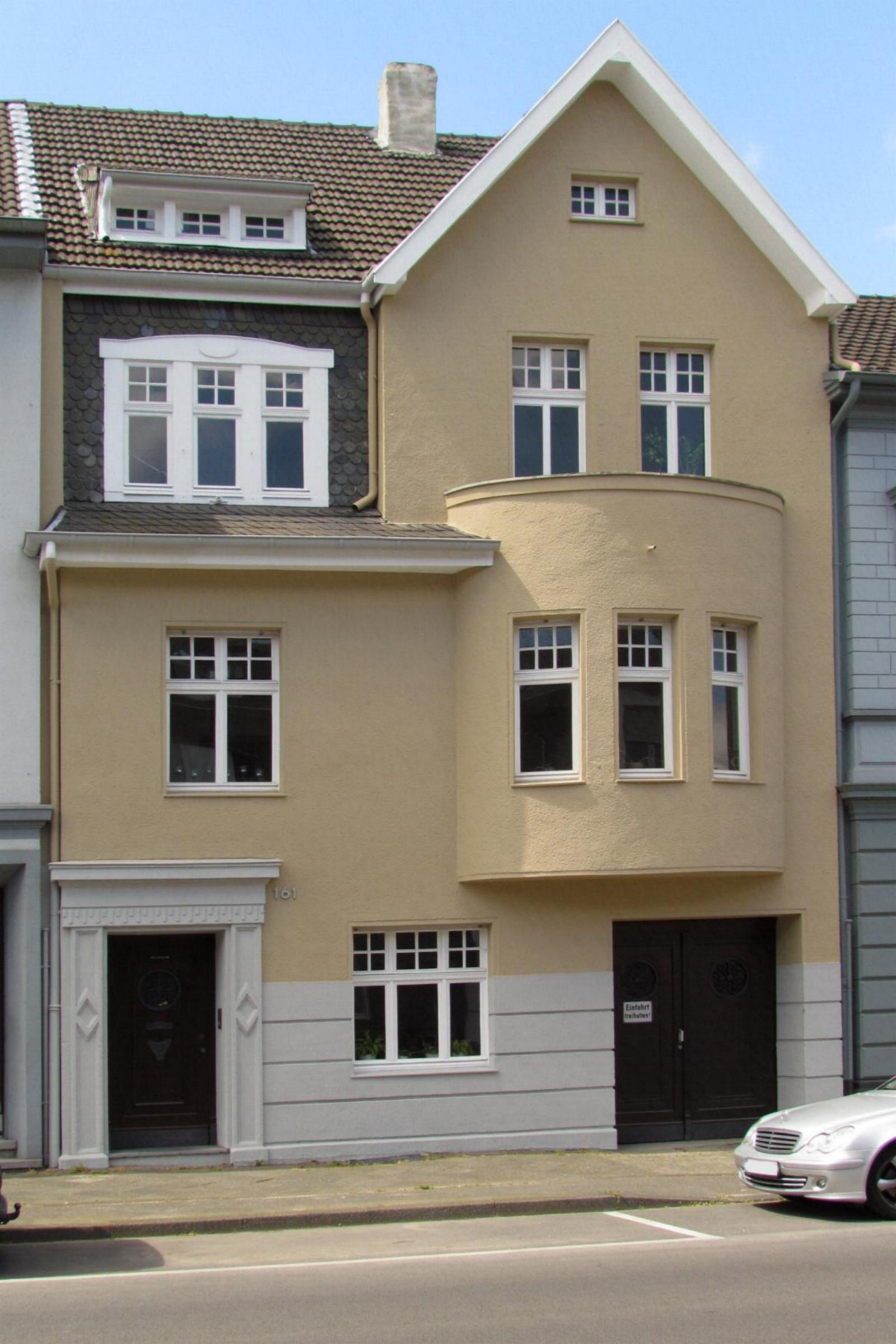
Wohnhaus (2014)

Das Wohnhaus Viersener Straße 161 steht in Mönchengladbach (Nordrhein-Westfalen) im Stadtteil Am Wasserturm.
Das Gebäude wurde um 1910/13 erbaut und unter Nr. V 033 am 23. Oktober 2012 in die Denkmalliste der Stadt Mönchengladbach eingetragen.

## Lage
Das Gebäude Viersener Straße 161 liegt außerhalb des mittelalterlichen Stadtkerns und noch nördlich des neuen Wasserturms in Nähe der Franziskanerstraße auf der westlichen Seite (Gemarkung Mönchengladbach-Land) der Ausfallstraße nach Viersen.

## Architektur
Das dreigeschossige Gebäude mit markantem, die rechte Haushälfte über der Toreinfahrt auf das rückwärtige Grundstück einnehmendem Zwerchhaus unter Satteldach, segmentförmig im ersten Obergeschoss angelegtem Erker, der im zweiten Obergeschoss einen kleinen Austritt aufnimmt, einem mit Schiefer in Altdeutscher Deckart am Dachfuß und dekorativer Coquettes-Deckung an der Wandfläche des verkleidetem zweiten Obergeschosses und Doppelmuldenziegel auf dem Satteldach reiht sich in die neuzeitliche Reihenbebauung der Straße ein.
Die Straßenfassade ist glatt verputzt, nur im Erdgeschoss sind bis zur Kämpferhöhe die mit horizontalen Scheinfugen angelegten Putzbänder farblich abgesetzt. Das Portal wird von einer geometrisch gestalteten Putzrahmung mit kräftiger Verdachung betont, die Jugendstil-Haustür mit Brief- und separatem Einwurf für Zeitungen aus Kupfer ist original erhalten. Leicht hochrechteckig sind das einzige und dreigeteilte Erdgeschoss-Strulpflügelfenster mit Oberlicht und das Durchfahrtsportal mit doppelflügeligen Türblättern in die Fassade eingeschnitten. Im ersten Obergeschoss finden sich hochrechteckige, durch schmale umlaufende Putzstreifen abgesetzte Fensteröffnungen mit den originalen Rahmungen, die in den Oberlichtern eine Sprossung zeigen.
Über dem Hauszugang befindet sich das einzige Stulpflügelfenster des Geschosses. Das Gestaltungsmotiv wiederholt sich auch im zweiten Obergeschoss, allerdings sind die Austritte auf den kleinen Balkon als Stulpflügelkonstruktion ausgebildet. Auf der straßenseitigen Dachfläche ist eine flache, aber breite Gaube mit liegenden Fensterformaten angeordnet. Im Giebelfeld des Zwerchhauses wiederholt sich das Fenstermotiv mit stehenden Formaten.
Die Gartenfassade ist glatt verputzt und nicht gestrichen. Im ersten Obergeschoss ist über der Durchfahrt ein dreiseitiger Erker angeordnet, der vor der benachbarten Küche in einen mit Balustern besetzten Balkon und anschließendem Treppenlauf in den Garten übergeht. Alle Fensterformate der Gartenfassade sind als sehr schmale, hochrechteckige Fensteröffnungen mit vorgebauten Rollläden ausgebildet. Auch hier haben sich die originalen Holzrahmen, z. T. mit Stulpflügelkonstruktionen an den breiteren Öffnungen, erhalten.
Das Innere ist in seiner Grundrissgestaltung und baulichen Ausstattung original erhalten. Dies betrifft:
- die Grundrissanlage mit den jeweiligen Raumfolgen,
- die Türblätter und -rahmungen,
- die geometrischen Stuckaturen im Erdgeschoss und ersten Obergeschoss (Jugendstil),
- das Treppenhaus mit geschnitztem Antrittspfosten, den Geländern und der z. T. als Bleiverglasung erhaltenen Staubdecke über dem Treppenauge,
- das Eingangsfoyer mit Marmorverkleidung an den Wänden und keramischen Bodenfliesen (Schachbrettmuster),
- einer vom Flur aus zugänglichen Toilette mit bauzeitlicher Drückergarnitur,
- einem Bad mit bauzeitlicher Drückergarnitur, Badewanne und Keramikbecken im zweiten Obergeschoss,
- einem Heizkörper in der Küche mit doppeltürigem Wärmefach,
- die jeweiligen Bodenbeläge (Fliesen in Küche und Bad (Schachbrettmuster auf den Böden, quadratische Fliesen an den Wänden), Dielung in den Wohnräumen),
- z. T. die Beleuchtungskörper.

## Geschichte
Das Gebäude stammt aus dem Beginn des 20. Jh. In den Unterlagen der Katasterverwaltung wird es zwecks Gebäudebesteuerung erstmals 1913 fassbar. Bauherr sind der Kaufmann Mathias Barth und seine Ehefrau Elisabeth geb. Esters. Barth erscheint erstmals 1912 als Bewohner des Gebäudes Viersenerlandstraße 43, 1916/17 betreibt er eine Likörfabrik.
In späteren Jahren geht es in das Eigentum des aus Bergneustadt bei Gummersbach stammenden, protestantischen Tuchgroßhändlers Walter Hackländer über. Er bezieht laut Meldekarte das Gebäude im Jahr 1918. Hackländer ist seit 7. April 1921 in zweiter Ehe mit der Jüdin Mally Blumenthal verheiratet. Die Ehe wird 1930 geschieden, Mally Blumenthal-Hackländer führt das ihr gehörende Textilgeschäft wohl bis zum Jahr 1932 und ihrem angeblichen Umzug nach Düsseldorf weiter. (Erckens, 1988: 399)
Der Verlagsdirektor Hans Pepinski, zuerst in der Rheinischen Druckerei (früher: Druckerei des Volksvereins) und danach in der 1825 gegründeten Druckerei Kühlen tätig, erwirbt nach Aussage seiner 1920 geborenen Tochter um 1935 das Gebäude von Walter Hackländer. Seine zweite Tochter bewohnt das Haus Viersener Straße bis zu ihrem Tod 1995. Ende des Jahres 2012 wird das Gebäude nach langem Leerstand verkauft und saniert.
Das Gebäude Viersener Straße 161 dokumentiert den neuzeitlichen Stadtausbau nördlich des Stadtkerns von Mönchengladbach entlang der Ausfallstraße nach Viersen zu Beginn des 20. Jh. Als Vertreter der Reformarchitektur (Straßenfassade) zeigt es in Baudetails (z. B. Haustür, Haustürrahmung, Innenstuck) Gestaltungsformen unter Einfluss des geometrischen Jugendstils. Die weitestgehend originale Erhaltung im Äußeren und Inneren erlaubt authentische Einblicke in das zeitgenössische Baugeschehen, die Gestaltung und Ausstattung von Wohnbauten und die Lebensweise des gehobenen Bürgertums zu Beginn des 20. Jh.
Das Objekt ist bedeutend für die Geschichte des Menschen und für Städte und Siedlungen.
An seiner Erhaltung und Nutzung besteht ein öffentliches Interesse aus wissenschaftlichen Gründen, architekturgeschichtlichen Gründen (frühes Dokument der Stilepoche; original erhalten im Inneren und Äußeren), ortsgeschichtlichen Gründen (Wohnhaus der Familien Barth, der protestantisch-jüdischen Familie Hackländer-Blumenthal und der Familie Pepinski) und aus städtebaulichen Gründen (unverzichtbarer Teil des Ensembles im Stadterweiterungsgebiet des 19./20. Jh. nördlich des Stadtkerns).